# Хокус-покус (Југославенско радно вријеме)
„Хокус покус (Југославенско радно вријеме)” је југословенски кратки филм из 1969. године. Режирао га је Фадил Хаџић који је написао и сценарио.

## Улоге
| Глумац              | Улога                  |
| ------------------- | ---------------------- |
| Мирко Боман         |                        |
| Вјенцеслав Јут      |                        |
| Владимир Крстуловић | (као Владо Крстуловић) |
| Звонко Лепетић      |                        |
| Мартин Сагнер       |                        |
| Крешимир Зидарић    |                        |